# Bilja Krstić
Biljana "Bilja" Krstić, szerbül: Биљана Крстић (Niš, 1955. november 9.) szerb énekesnő, a Suncokret, a Rani mraz egykori, valamint újabban a Bistrik együttes tagja.

## Életrajz
Nisban született, ott végezte el az általános és a középiskolát is. Ezután a Belgrádi Zeneművészeti Főiskolán tanult és egy ideig Újvidéken élt. Zenei karrierjét kórusénekesként kezdte, majd az 1970-es évek közepén előbb a Bora Đorđević által vezetett Suncokret, később a Đorđe Balašević-féle Rani mraz akusztikus együttesek énekesnője lett. 1983-ban indult szólókarrierje a Prevari večeras svoje društvo sa mnom c. popzenei albummal, amit 1985-ben az Iz unutrašnjeg džepa, 1990-ben a Loptom do zvezda és 1994-ben a Bilja c. lemezek követtek. 2001 júniusában hozta létre a Bistrik Orchestra nevű formációt, amellyel Koszovó, Szerbia, Macedónia, Románia, Bulgária és Magyarország területéről származó dalokat adnak elő. Hagyományos éneklést is tanít fiataloknak, valamint a Szerb Rádió- és Televízió zenei szerkesztőjeként dolgozik. A Bistrik zenekarral megfordult Magyarországon is. 2016. november 24-én a belgrádi Sava Centarban adott koncertje során Sebestyén Márta volt az egyik vendége, akit példaképének tart, amióta Az angol beteg c. filmben hallotta énekelni.
Férje Tihomir Arsić színész volt, két lányuk született, Milica és Lenka.

## Lemezei

### A Suncokret együttessel

#### Kislemezek
- "Gde ćeš biti, lepa Kejo" / "Pusto more, pusti vali" (1976)
- "Rock 'n' Roll duku duku" / "Gili gili blues" (1976)
- "Oj, nevene" / "Tekla voda" (ZKP RTLJ 1976)
- "Imam pesmu za sve ljude" / "Čovek koga znam" (1978)

#### Nagylemez
- Moje bube (1977)

### A Rani mraz együttessel

#### Kislemezek
- "Računajte na nas" / "Strašan žulj" (1978)
- "Oprosti mi Katrin" / "Život je more" (1978)
- "Panonski mornar" / "Moja draga sad je u Japanu" (1979)
- "Lagana stvar" / "Prvi januar (popodne)" (1979)

#### Nagylemezek
- Mojoj mami umesto maturske slike u izlogu (1979)
- Odlazi cirkus (1980)

### Szólólemezek
- Prevari večeras svoje društvo sa mnom (1983)
- Iz unutrasnjeg džepa (1985)
- Loptom do zvezda (1990)
- Bilja (1994)

### Bistrik Orchestrával
- Bistrik (2001)
- Zapisi (2003)
- Tarpoš (2007)
- Izvorištе (2013)
- Svod (2017)